# كيسوكي تاناب
كيسوكي تاناب (باليابانية: 田辺 圭佑) (مواليد 29 مارس 1992)، هو لاعب كرة قدم ياباني سابق كان يلعب كلاعب وسط.

## وصلات خارجية
- كيسوكي تاناب على موقع رابطة كرة القدم اليابانية للمحترفين (اليابانية)
- كيسوكي تاناب على موقع قاعدة بيانات كرة القدم.إي يو (الإنجليزية)
- كيسوكي تاناب على موقع Soccerway.com (الإنجليزية)
- كيسوكي تاناب على موقع عالم كرة القدم.نت (الإنجليزية)